# Bredareds kyrka
Bredareds kyrka ligger i Bredared i norra delen av Borås kommun. Den tillhör sedan 2018 Sandhult-Bredareds församling (tidigare Bredareds församling) i Skara stift.

## Kyrkobyggnaden
En tidigare stenkyrka på platsen var sannolikt av medeltida ursprung. Nuvarande stenkyrka började uppföras 1832 av Peter Pettersson i Sandhult och var färdig för invigning 1839. Detta var Petterssons första kyrka — en lång rad skulle följa i Västergötland och Småland. Sakristian ligger här på traditionellt vis norr omkoret. Det rundvälvda innertaket är av trä. Den senaste renoveringen utfördes 1951—1952. 

## Inventarier
- På altaret står ett brännförgyllt krucifix från slutet av 1400-talet, som föreställer Jesus som korsfäst — ett sydeuropeiskt arbete.
- Predikstolen är tillverkad av Johannes Andersson i Mjöbäck troligen 1834.
- I koret finns en kyrkstöt som gjorts om till en tre meter hög ljusstake och en klocka, tillverkad av en församlingsbo och skänkt till kyrkan. På pendelskivan finns inskriptionen O.A. Larsson, Hjortsberg, 1931.
- Dopskålen av mässing har ornament av bladslingor.
- Kyrkans två klockor är gjutna 1813.[1]

### Altartavla
Altartavlans mittmotiv föreställer Jesu uppståndelse. Dopskålen är av mässing med ornament av bladslingor samt på kanten av skålen en moder som låter döpa sitt barn. På förslag av kyrkoherden And. Palm beslöt sockenstämman i maj 1770 att ersätta den gamla altartavlan, som ansågs "otjänlig i Guds hus", med en ny. Insamlade medel räckte både till en ny altartavla och andra förbättringar i kyrkan.
I församlingen fanns en fabrikör inom bildhuggerikonsten, Jonas Homlin, som på mödernesidan härstammade från Bredared och som nyligen flyttat till Borås. Denne lovade att anskaffa en altartavla till Bredareds kyrka för 500 daler silvermynt. Den 14 april 1771 var altartavlan uppsatt i kyrkan och den invigdes samma dag. På en stämma i maj 1773 begärde sockenmännen att kyrkoherden skulle ordna med "att en prydelig målad gardin kunde med det första omkring altartavlan förfärdigas, av den som bäst förstår ett sådant arbete, varav altartavlan skulle få ännu mer zirat och koret bliva täckare." Kyrkoherden lovade sockenmännen att han skulle rådgöra med fabrikör Årale i Borås, som "är väl förfaren i målarkonsten".

## Orgel
Orgeln, som är placerad på västra läktaren, tillverkades 1954 av Hammarbergs Orgelbyggeri AB. Den har nitton stämmor fördelade på två manualer och pedal. Fasaden från 1844 är nu stum, men piporna har med all sannolikhet tidigare varit ljudande.
| Manual I (C-g3) | Manual II (C-g3)  | Pedal (C-f1) | Koppel |
| --------------- | ----------------- | ------------ | ------ |
| Principal 8'    | Rörflöjt 8'       | Subbas 16'   | II/I   |
| Gedakt 8'       | Principal 4'      | Gedakt 8'    | II/P   |
| Oktava 4'       | Flöjt 4'          | Oktava 4'    | I/P    |
| Kvinta 2 2/3'   | Gemshorn 2'       | Nachthorn 2' |        |
| Oktava 2'       | Kvintadena 2'     | Fagott 16'   |        |
| Mixtur 3 chor   | Scharf 2 chor     |              |        |
| Trumpet 8'      | Regal 8'          |              |        |
|                 | Tremulant         |              |        |
|                 | Crescendosvällare |              |        |

Två fria kombinationer samt tutti.

## Bilder

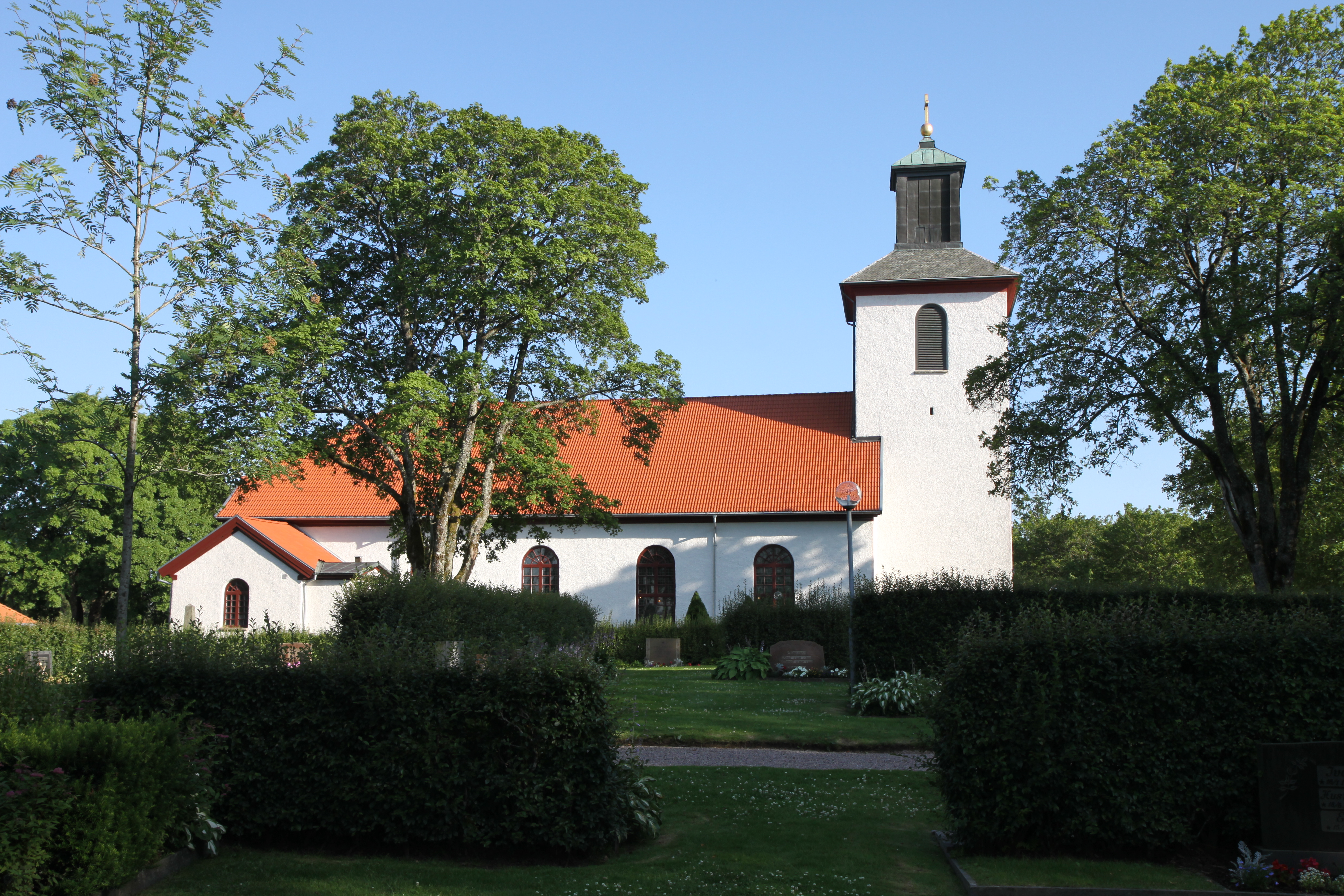
Exteriör
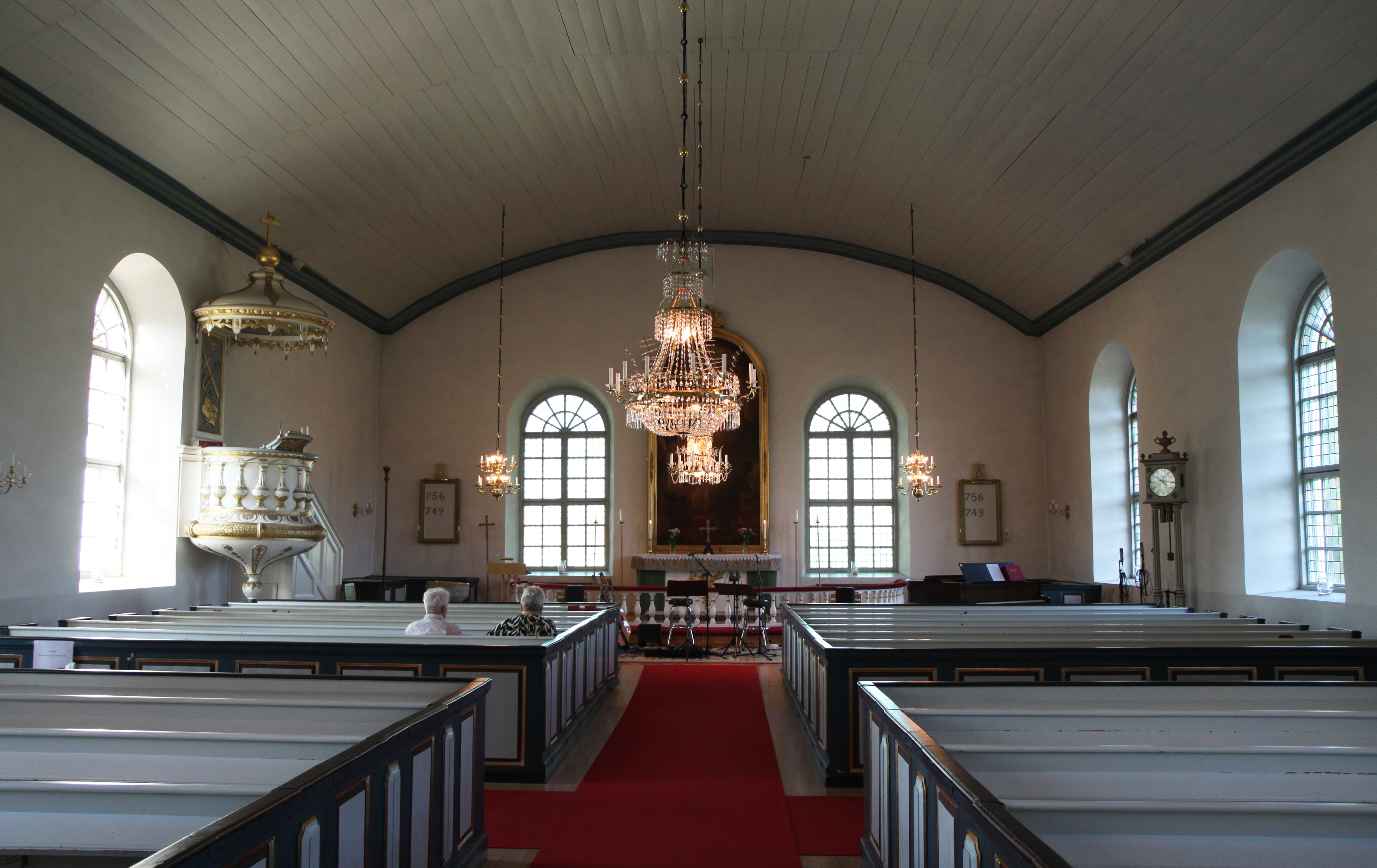
Interiör mot koret
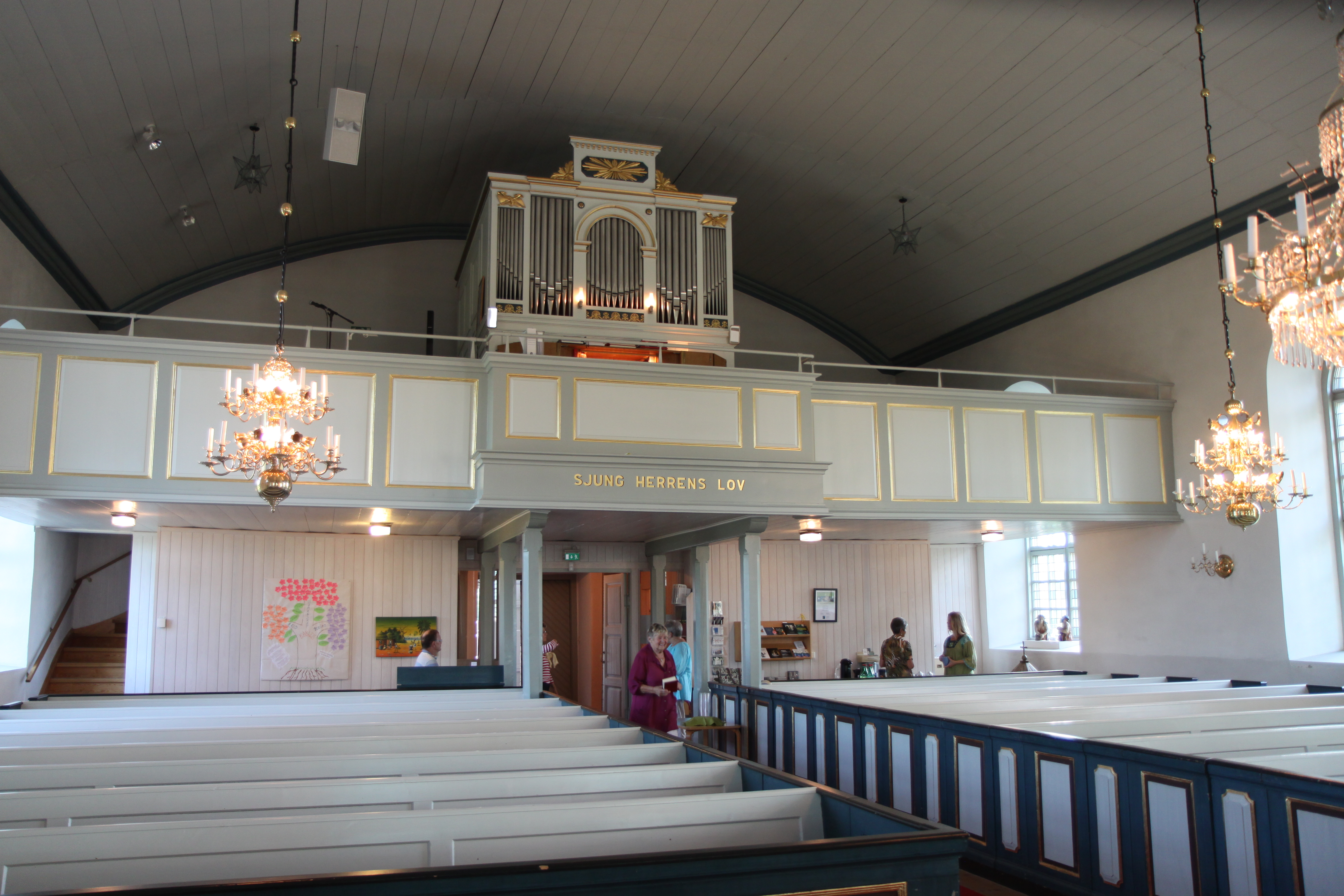
Interiör mot orgelläktaren
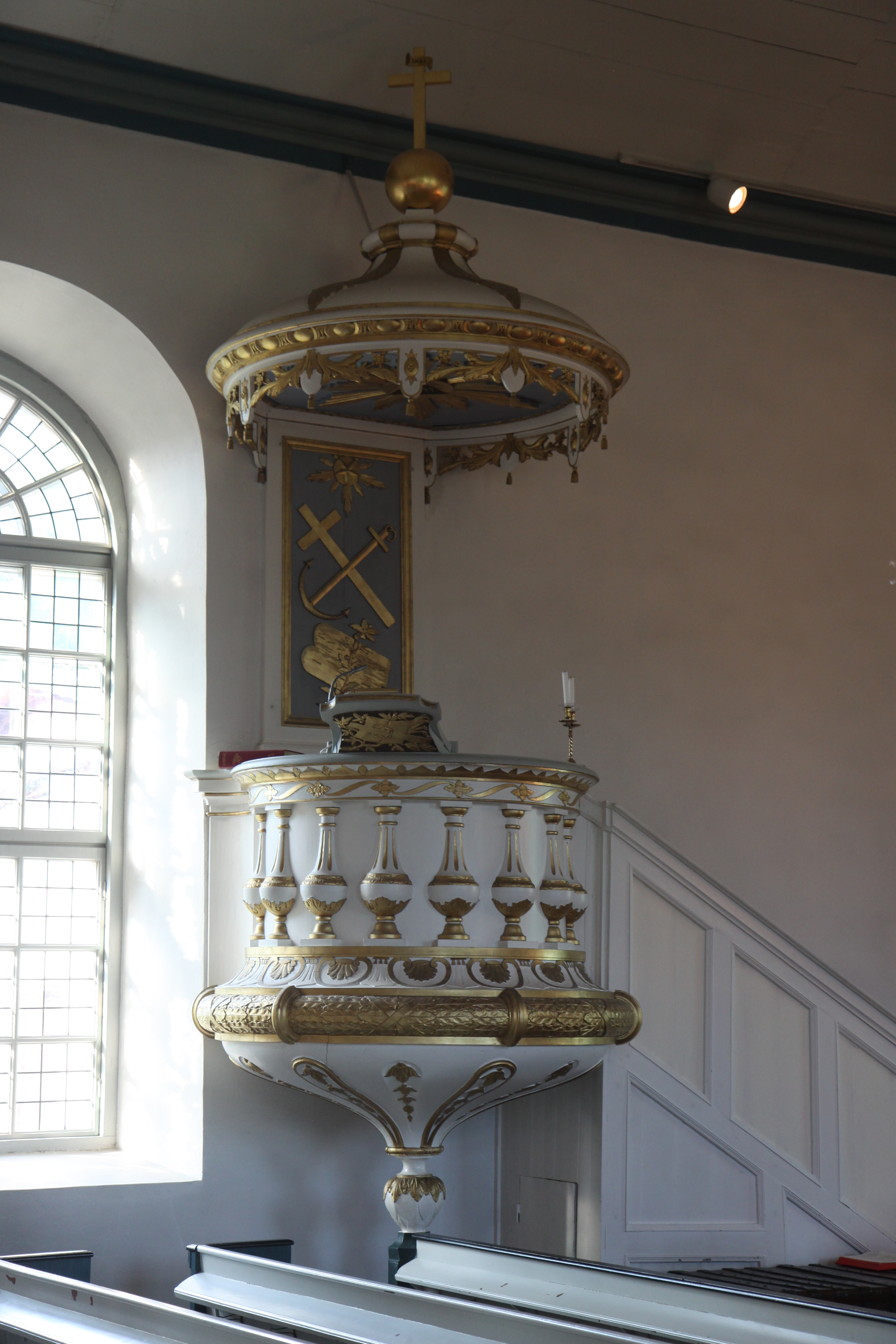
Predikstolen